# Беленцин (Великопольське воєводство)
Беленцин (пол. Belęcin) — село в Польщі, у гміні Седлець Вольштинського повіту Великопольського воєводства.
Населення — 712 осіб (2011).
У 1975-1998 роках село належало до Зеленоґурського воєводства.

## Демографія
Демографічна структура станом на 31 березня 2011 року:
|          | Загалом | Допрацездатний вік | Працездатний вік | Постпрацездатний вік |
| -------- | ------- | ------------------ | ---------------- | -------------------- |
| Чоловіки | 363     | 90                 | 244              | 29                   |
| Жінки    | 349     | 78                 | 209              | 62                   |
| Разом    | 712     | 168                | 453              | 91                   |